# Ungulani Ba Ka Khosa
Ungulani Ba Ka Khosa (właśc. Francisco Esau Cossa ur. 1 sierpnia 1957 w Inhaminga) - mozambicki pisarz. 
Studiował historię i geografię na Uniwersytecie im. Eduardo Mondlane w Maputo. Pracował jako nauczyciel w liceum, a w 1982 został zatrudniony w ministerstwie edukacji. Potem pracował w Stowarzyszeniu Pisarzy Mozambickich (Associação dos Escritores Moçambicanos - AEMO). Był jednym z założycieli wydawanego przez to stowarzyszenie pisma Charrua. Początkowo pisał opowiadania. Jego pierwsza powieść Ualalapi opublikowana w 1987 roku zyskała duże uznanie. W 1990 otrzymała Grand Prix za Prozę Mozambicką, a w 2002 roku trafiła na listę stu najważniejszych afrykańskich książek XX wieku. 

## Twórczość
- Ualalapi (1987)
- Orgia dos Loucos (1990)
- Histórias de Amor e Espanto (1999)
- No reino dos Abutres (2002)
- Os sobreviventes da Noite (2005)